# 新南威尔士州选举委员会
新南威尔士州选举委员会 （英文：New South Wales Electral Commission） 在新南威尔士政府中负责组织、管理和监督新南威尔士州从上到下各级政府、工业和土著组织，以及已注册俱乐部和法定实体的选举事务。
该委员会对1912年议会选区和选举法案, 负责，包括登记选民、准备选民名单、执行选举  和向州长和内阁部报告。
新南威尔士州选举委员会是2006年10月1日由新南威尔士选举办公室改名而来。